# Робонавт

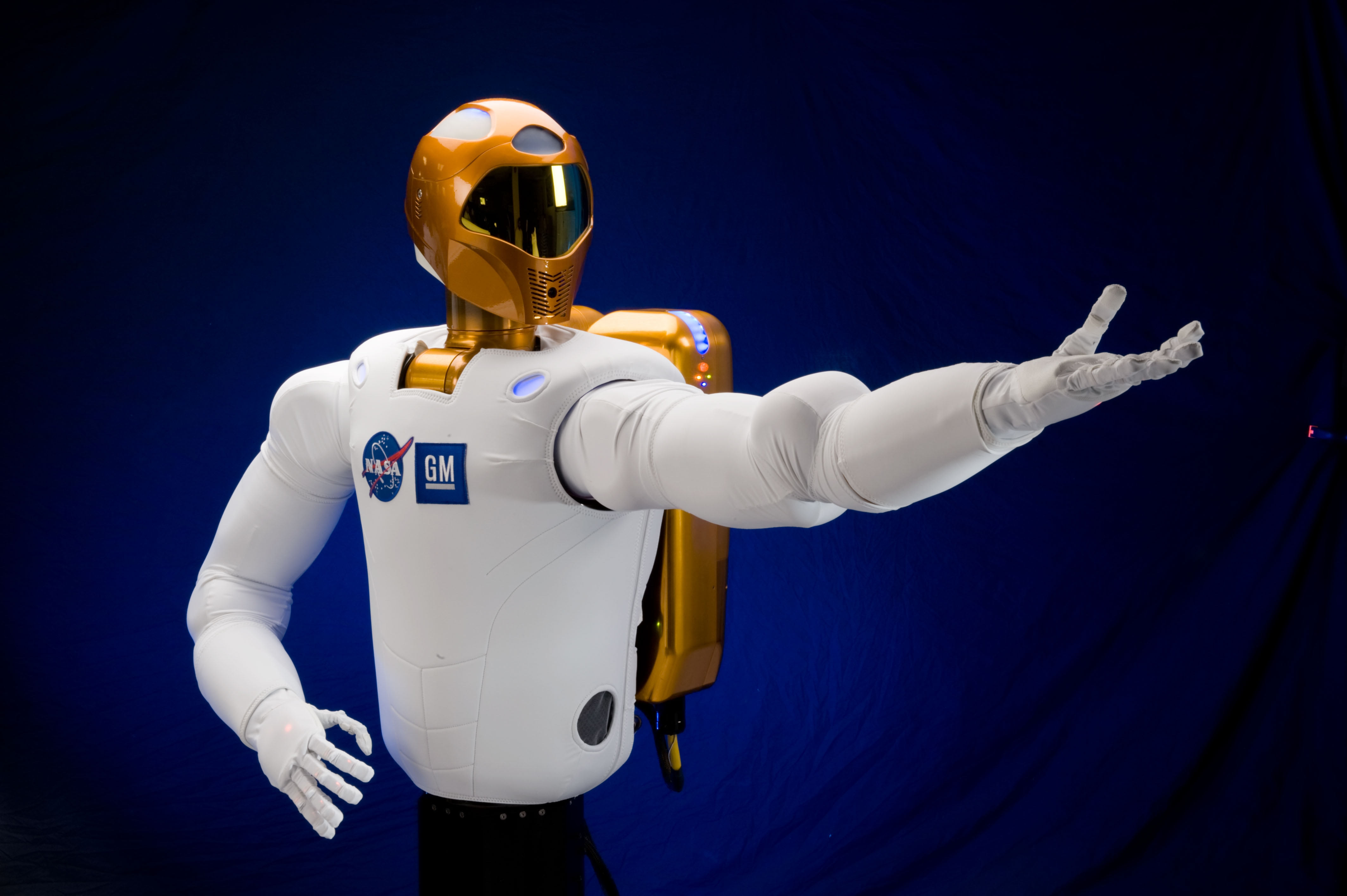
Робонавт-2

Робона́вт (англ. Robonaut) — человекоподобный робот, разработанный NASA и General Motors.

## Назначение
На Международной космической станции робот будет помогать астронавтам в их повседневной работе как внутри, так и снаружи станции.

## Первые разработки
Первые модели (R1A и R1B) были разработаны ещё в 1996 году NASA и DARPA.

## Робонавт-2 (R2)

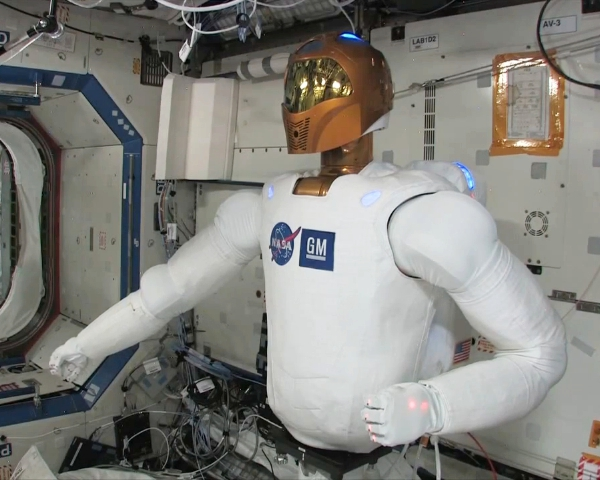
Робонавт-2 на МКС

Робот представляет собой безногую человекоподобную фигуру, голова которой выкрашена золотой краской, а торс — белой. На руках у робонавта по пять пальцев с суставами наподобие человеческих. Машина умеет писать, захватывать и складывать предметы, держать тяжёлые вещи, например, гантель весом 9 кг. Робот пока не имеет нижней половины тела. В шлем R2 вмонтированы четыре видеокамеры, благодаря им робот не только ориентируется в пространстве, но и транслирует с них сигналы на мониторы диспетчеров. Также в шлеме находится и инфракрасная камера. Общее число датчиков и сенсоров более 350. Шея робота имеет три степени свободы, а каждая рука, размах которых 244 см – семь.  Кисти устройства имеют 12 степеней свободы. Каждый палец выдерживает нагрузку до 2,3 кг.В "животе" робота находится вычислительный центр, в состав которого входят 38 процессоров PowerPC.
Конструкционно робот выполнен в основном из алюминия и стали. Масса Robonaut 2 составляет 150 кг, а рост – 1 м. На спине робота размещается рюкзак с энергетической системой.
Робонавт-2 отправился на МКС 24 февраля 2011 года на борту шаттла Дискавери STS-133 и будет работать на станции на постоянной основе.
Во время полёта «Дискавери» Робонавт будет работать в модуле «Дестини».

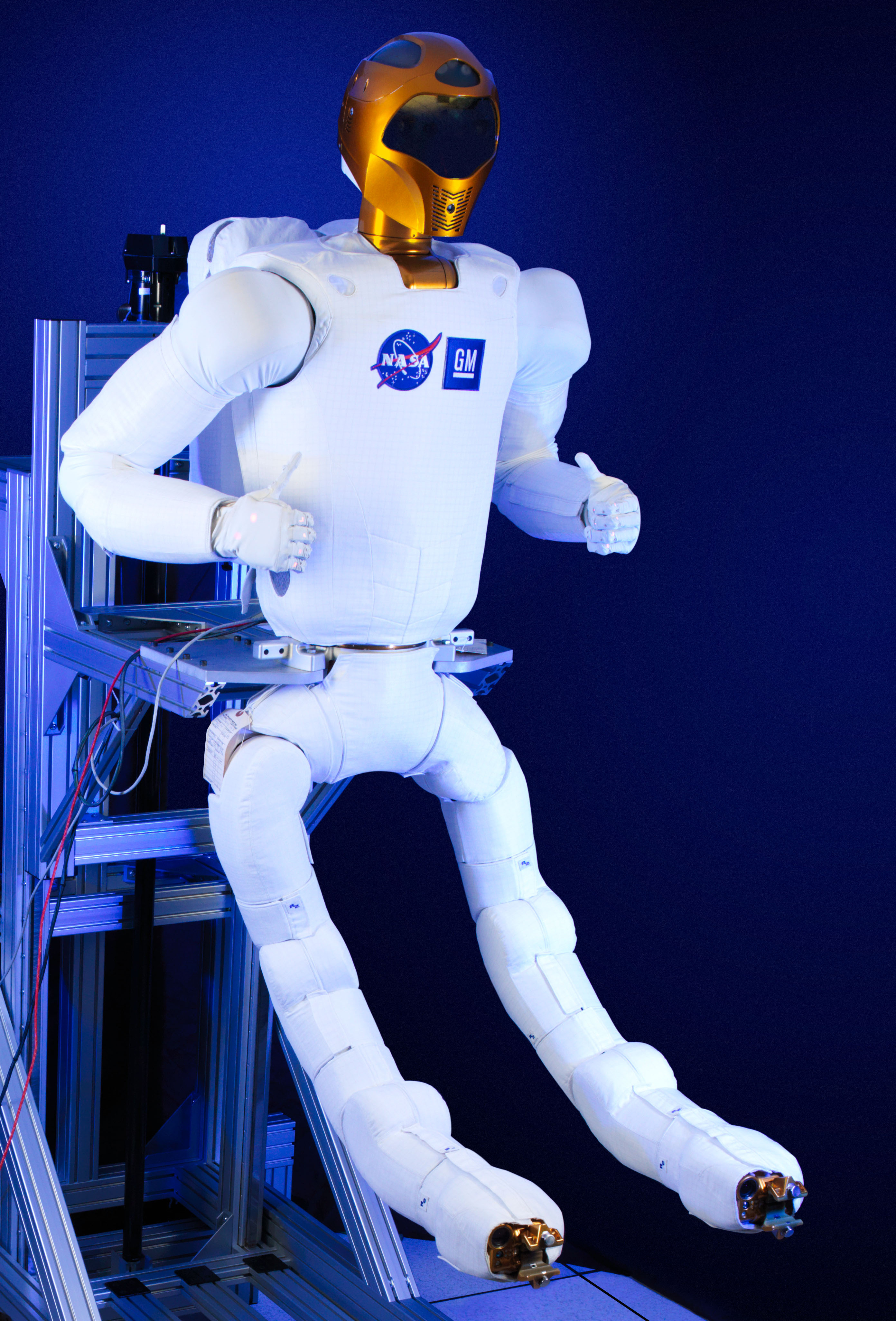
Робонавт 2 с ногами

Цель запуска робота — проверка его функционирования в условиях невесомости, изучение влияния на его работу космического и электромагнитного излучения.
На МКС уже работает один крупный робот — канадский «Декстр». Он работает в открытом космосе и выполняет различные задания по транспортировке и ремонту благодаря двум длинным механизированным рукам.
18 апреля 2014 года в рамках полёта SpaceX CRS-3 Американское Космическое Агентство отправило ноги робонавта. Вместе с ногами его общий рост составляет 2,7 метров. Каждая нога робота имеет семь соединений.

## Проект М
Дальнейшее развитие проекта «Робонавт» предусматривает высадку робота на поверхность Луны. С помощью него учёные будут удалённо «ходить» по поверхности, изучать лунный грунт, настраивать оборудование.

## См.также
- SAR—400
- ASIMO
- Justin